# 観楓会
観楓会（かんぷうかい）は、楓などの紅葉を観賞する集いのことである。北海道地方では、秋に懇親を主たる目的として行われる会合を指してこう呼ばれる。

## 北海道における「観楓会」
北海道では、南端の松前、江差近辺を除けば、春の桜は本州ほどには多く見られない。それで、秋に集まって紅葉を観賞しながら飲食する行事が定着している。これを観楓会と呼ぶ。

### 花見との違い
本州以南で、一般に花見を行う場合、近い場所で日帰りで行われることが多いが、観楓会は一泊程度の宿泊を伴うことが多い。場所は温泉宿等がよく選ばれ、開会も必ずしも日中とは限らない。すなわち北海道における「観楓会」は宴会を第一目的としている。宴席を主たる目的とする年中行事という観点では、花見と相通ずるが、開催方法にはこのような相違がある。
日帰りで行われる場合でも、必ずしも屋外で開かれるとは限らない。これは天候が不安定で、かなり寒い時期に行われることにも関係する。純粋に観賞を目的とする場合はむしろ「紅葉狩り」と呼んで区別する。

### 観楓会の会場
- 札幌近辺では定山渓温泉、朝里川温泉、登別温泉、洞爺湖温泉などが定番である。